# Cettina Vicenzino
Cettina Vicenzino (* 1968 in Militello in Val di Catania) ist eine in Deutschland lebende italienische Konzeptkünstlerin und eine Autorin von Kochbüchern, die sich der italienischen Küche und ihrer Kultur widmen. Ihre Bücher wurden in verschiedene Sprachen übersetzt.

## Leben
Cettina Vicenzino ist die dritte und jüngste Tochter von Maria Bassotto und Vincenzo Vicenzino. So wie ihre ganze Familie wurde auch sie auf Sizilien in Militello in Val di Catania geboren.
Ihre Eltern betrieben lange Zeit ein italienisches Restaurant. Die Stammgäste nannten ihre Mutter, die die Restaurantleitung innehatte „Mamma Maria“. Dies wurde auch der Titel ihres ersten Kochbuches, das 2009 im Christian Verlag in München publiziert wurde und im Mai 2010 die Auszeichnung ’Kochbuch des Monats’ vom Deutschen Institut für Koch- und Lebenskunst verliehen bekam. Ihr erstes Kochbuch „Mamma Maria!“ wurde eines der meistverkauften Kochbücher über die sizilianische Küche im deutschsprachigen Raum.
Sie absolvierte in Düsseldorf eine Lehre als Bekleidungschneiderin. 1992 zog sie nach Hamburg, um Modedesign an der Hochschule für Angewandte Wissenschaften Hamburg im Department Design zu studieren und beendete ihr Studium als Diplom-Modedesignerin.
Unterstützt von ihren Professoren Viktoria Greiter, Yoram Merose, Dieter Glasmacher verband sie anfangs ihr Modestudium mit Konzeptkunst und sozialen Themen. Später kam noch Essen und Kochen in Form von Eat-Art und Essens-Performances dazu.
Ihre Kunstprojekte wurden ebenfalls von der Kulturbehörde Hamburg gefördert. Sie wurde auf Empfehlung der Kulturbehörde Hamburg im Jahr 1998 vom Hamburger Senat zum Tag der Deutschen Einheit nach Hannover eingeladen, auf Grund ihres sozialen Engagement mit ihrem Kunstprojekt „Ein Mantel als Haus“.
Heute arbeitet sie hauptsächlich als reisende Kochbuchautorin, Fotografin und Rezeptentwicklerin. Seit 2022 ist Cettina Vicenzino eine der 6 Kochstars auf der neuen Plattform Chefkoch PLUS von Chefkoch.

## Bücher
- 2009 Mamma Maria!: Familienrezepte aus Sizilien. Christian Verlag, München 2009, ISBN 978-3-88472-948-9.
- 2012 Mamma Maria! : Recettes familiales siciliennes. Éditions de La Martinière, Paris 2012, ISBN 978-2-7324-5024-7
- 2014 Cucina vegetariana: Meine 80 vegetarischen Lieblingsrezepte aus Italien. Christian Verlag, München 2009, ISBN 978-3-86244-495-3.
- 2016 Dolci Italiani: – Süße Verführung auf Italienisch. Edition Fackelträger, Köln 2016, ISBN 978-3-7716-4629-5
- 2016 Italia!: Das Beste aus allen Regionen.Christian Verlag, München 2016, ISBN 978-3-86244-761-9
- 2019 Sizilien in meiner Küche. Dorling Kindersley Verlag, München 2019, ISBN 978-3-8310-3727-8
- 2020 The Sicily Cookbook: Authentic Recipes from a Mediterranean Island. Dorling Kindersley Verlag, New York 2020, ISBN 978-0-241-41260-2
- 2021 Toskana in meiner Küche. Dorling Kindersley Verlag, München 2021, ISBN 978-3-8310-4172-5
- 2022 Toszkána ízei. Kossuth Kiadó, Budapest 2022, ISBN 978-963-544-736-7
- 2023 Cucina Vegetariana: Vegetarische Rezepte aus Italien. Dorling Kindersley Verlag, München 2023, ISBN 978-3-8310-4636-2
- 2024 Sizilien in meiner Küche. Dorling Kindersley Verlag, München 2024, ISBN 978-3-8310-4941-7

## Auszeichnungen
- 2023 erhielt Cettina Vicenzino die Auszeichnung „Marietta ad honorem“. Diese Auszeichnung wird an Personen, die sich mit ihrer Arbeit auf besondere Weise für die italienische Esskultur einsetzen von der Casa Pellegrino Artusi und der Kommune von Forlimpopoli in der Emilia-Romagna verliehen.[12][13]
- Ihr Buch „Italia“ erhielt als Erstplatzierte den Gourmand World Cookbook Award als bestes italienisches Kochbuch der Welt.[14]
- Ihr Buch „Toskana in meiner Küche“ erhielt vom Deutschen Kochbuchpreis die Auszeichnung GOLD in der Kategorie: Italien.[15]
- Mit Silbermedaillen der Gastronomischen Akademie Deutschlands e.V.(GAD) wurden die Bücher: „Cucina vegetariana“ im Jahr 2014[16], „Italia“ im Jahr 2017[17] und „Sizilien in meiner Küche“ im Jahr 2020[18] ausgezeichnet.
- Ihr erstes Kochbuch „Mamma Maria!“ erhielt die Auszeichnung ’Kochbuch des Monats’ vom Deutschen Institut für Koch- und Lebenskunst.[19]

## Einzelbelege
1. ↑  Unsere Mannschaft für Stockholm: Hamburg schickt seine „20 besten KünstlerInnen unter 30“zur baltischen Biennale ArtGenda nach Schweden
2. ↑  https://valentinas-kochbuch.de/themen/cettina-vicenzino/
3. ↑  Cettina Vicenzino, Dorey Kindersley Verlag, abgerufen am 5. August 2024
4. ↑  https://www.food-service.de/maerkte/news/-Mamma-Maria--Familienrezepte-aus-Sizilien-20141
5. ↑  Cettina Vicenzino, Website Cettina Vicenzino, abgerufen am 5. August 2024
6. ↑  https://valentinas-kochbuch.de/themen/cettina-vicenzino/
7. ↑  Wohltuender Kunst-Mantel. Finissage einer Ausstellung gegen Obdachlosigkeit.
8. ↑  Kunstschutz für Seele. Cettina Vicenzino reist mit einem „Mantel als Haus“ und horoskopischen Pfannkuchen zur ArtGenda
9. ↑  1998 Einladung vom Hamburger Senat zum Tag der Deutschen Einheit nach Hannover, auf Grund der Arbeit "Ein Mantel als Haus"
10. ↑  Wohltuender Kunst-Mantel. Finissage einer Ausstellung gegen Obdachlosigkeit.
11. ↑  Cettina Vicenzino Chefkoch.de, abgerufen am 5. August 2024
12. ↑  http://www.festartusiana.it/premio-marietta-ad-honorem/
13. ↑  https://www.forlitoday.it/cronaca/premio-marietta--honorem-2023-cettina-vicenzino-e-molino-pransani.html
14. ↑  https://www.cookbookfair.com/index.php/component/flippingbook/book/18?page=163
15. ↑  https://www.deutscher-kochbuchpreis.de/italien/die-besten-2021
16. ↑  https://www.gastronomische-akademie.de/aktivitaeten/literarischer-wettbewerb/buecher-archiv.html
17. ↑  https://www.gastronomische-akademie.de/aktivitaeten/literarischer-wettbewerb/buecher-archiv.html
18. ↑  https://www.gastronomische-akademie.de/aktivitaeten/literarischer-wettbewerb/buecher-archiv.html
19. ↑  https://www.food-service.de/maerkte/news/-Mamma-Maria--Familienrezepte-aus-Sizilien-20141

| Personendaten    | Personendaten                                      |
| ---------------- | -------------------------------------------------- |
| NAME             | Vicenzino, Cettina                                 |
| KURZBESCHREIBUNG | italienische Konzeptkünstlerin und Kochbuchautorin |
| GEBURTSDATUM     | 1968                                               |
| GEBURTSORT       | Militello in Val di Catania                        |